# Centro para la Investigación Económica y sobre Políticas
El Centro para la Investigación Económica y sobre Políticas (CEPR, por las siglas en inglés de Center for Economic and Policy Research) es un laboratorio de ideas (think tank) estadounidense especializado en política económica. Con sede en Washington D. C., el CEPR fue fundado por los economistas Dean Baker y Mark Weisbrot en 1999.
No debe confundirse con el Centro para la Investigación de las Políticas Económicas (Centre for Economic Policy Research) que también tiene las siglas CEPR.
Considerada una organización de centroizquierda, entre los contribuyentes notables del CEPR se incluyen Joseph Stiglitz y Robert Solow, ganadores del Nobel en Economía.

## Historia
El CEPR ha sido clasificado políticamente como progresista y de tendencia izquierdista.

## Temas de los que se ha ocupado

### Estados Unidos

#### Atención sanitaria
El CEPR apoyó la Ley de Atención Médica Asequible (ACA por sus siglas en inglés, la reforma sanitaria del presidente Barack Obama, conocida como Obamacare) y afirmó que era «una política favorable a la familia» y que esta medida «ha permitido a miles de trabajadores reducir voluntariamente sus horas de trabajo para cuidar de sus hijos o de sus ancianos padres, o para explorar nuevas oportunidades». A pesar del aumento del porcentaje de trabajadores empleados a tiempo parcial (ver Trabajo a tiempo parcial), el CEPR concluyó que dichas estadísticas no eran suficientes para emitir juicios generales sobre la salud del mercado laboral.

#### Empleo
El CEPR respalda, junto con el Instituto de Política Económica (EPI), el Caucus de Pleno Empleo, un grupo de funcionarios de la Cámara de Representantes de Estados Unidos que abogan por el pleno empleo en el país.

#### Salario mínimo
Un estudio de 2014 del CEPR muestra que 13 estados que aumentaron su salario mínimo vieron crecer su nómina promedio el 0,99 %, mientras que otros estados que no aumentaron el salario mínimo vieron incrementarse esta nómina promedio solo en el 0,68 %. Si bien esto parece respaldar que el aumento del salario mínimo es beneficioso, el CEPR afirmó que su análisis estaba «lejos de ser científico». En respuesta a las críticas al apoyo del presidente Joe Biden a un salario mínimo de 15 dólares, el cofundador del CEPR Baker calculó que, si los salarios hubieran aumentado desde 1968 lo mismo que la productividad, el salario mínimo estaría alrededor de 24 dólares por hora. La estimación se revisó posteriormente a 21,50 $ por hora el 16 de marzo de 2022, después de que se encontrara y corrigiera un error en la hoja de cálculo.

#### Impuestos
En un informe de 2014 en Fortune, uno de los 2 cofundadores del CEPR, Dean Baker, sugirió que, según los resultados de una encuesta, muchos ciudadanos estadounidenses no percibieron un aumento del 2 % en su impuesto de Seguridad Social.

### América Latina
El CEPR ha apoyado a los gobiernos izquierdistas sudamericanos.

#### Brasil
En 2008, el ministro de Relaciones Exteriores de Brasil, Celso Amorim, citó el trabajo del CEPR para explicar por qué Brasil no estaba interesado en suscribir un acuerdo de libre comercio con Estados Unidos. Adujo que un informe del CEPR concluía que los impactos más severos de la crisis financiera de 2007-08 los sufrirían aquellas economías más integradas con Estados Unidos, las que tenían acuerdos de libre comercio con ese país.

#### Venezuela
El CEPR y uno de sus 2 cofundadores, Mark Weisbrot, han analizado a menudo la crisis en Venezuela y escrito sobre ella. En un artículo de opinión de octubre de 2012 para The New York Times, Weisbrot escribió: «[a]unque algunos medios han hablado del inminente colapso económico de Venezuela durante más de una década, no ha sucedido y no es probable que suceda». En otro artículo, de julio de 2014 para Fortune, Weisbrot dijo que la economía venezolana había tenido un buen desempeño durante el período de 2004, cuando el Gobierno sustituyó a la oposición en el control de la industria petrolera, hasta 2012.
Sin embargo señaló que, durante los últimos 2 años, una serie de problemas, como la inflación y la escasez de bienes de consumo esenciales, empeoraron. Dijo que muchos de estas dificultades se relacionaban con el sistema cambiario y que, para que la situación mejorara, el Gobierno debería reducir la inflación y gestionar la transición a un nuevo régimen cambiario.
En un artículo de junio de 2016 en The New York Times, Weisbrot escribió que «Washington ha causado un daño enorme a Venezuela en su incansable búsqueda de un "cambio de régimen" durante los últimos 15 años». Sugirió que Estados Unidos pusiera fin a su intervención que, según él, incluía sanciones económicas, financiación de grupos de oposición y la negativa a aceptar los resultados de las elecciones presidenciales.

#### Bolivia
En 2019, el CEPR criticó la auditoría de la Organización de los Estados Americanos (OEA) de las elecciones generales bolivianas de 2019, que concluyó que los resultados de las elecciones debían anularse porque hubo «cambios drásticos y difíciles de explicar en la tendencia de los resultados preliminares después del cierre de las urnas». Weisbrot escribió que el informe «no aporta absolutamente ninguna evidencia —ni estadísticas, ni números, ni hechos de ningún tipo— que respalde esta idea», y pidió a la OEA que se retractara de su comunicado de prensa.
El CEPR encargó a los investigadores del Laboratorio de Datos y Ciencia Electoral del MIT, John Curiel y Jack R. Williams, que verificaran de forma independiente su trabajo sobre las elecciones bolivianas de 2019. El 27 de febrero de 2020, los investigadores del MIT publicaron un análisis estadístico que confirmaba los resultados del estudio del CEPR y concluía que no había «ninguna prueba estadística de fraude que pudiéramos encontrar: las tendencias en el recuento preliminar, la falta de un gran salto en el apoyo a Evo Morales después de la suspensión y el tamaño del margen de Morales parecen ser legítimos. En general, el análisis estadístico y las conclusiones de la OEA parecen profundamente defectuosos» y que «es muy probable que Morales haya superado el margen de 10 puntos porcentuales en la primera vuelta», como se presentó originalmente.
Varios gobiernos de tendencia izquierdista, como el de Argentina bajo Alberto Fernández, citaron el informe del CEPR como una razón para apoyar al expresidente boliviano Morales, mientras que gobiernos de tendencia derechista como el de Brasil bajo Jair Bolsonaro respaldaron a la OEA. La OEA desestimó el informe por considerarlo «no honesto, ni basado en hechos, ni exhaustivo» y lo calificó de «poco científico». Investigadores de la Universidad de Pensilvania criticaron además el informe de la OEA en un estudio y, según el New York Times, el consultor de la OEA se negó a compartir los datos o métodos del análisis de la OEA, mientras que un experto de la Universidad de Miami afirmó, como la OEA, que hubo fraude en las elecciones. Dos economistas del Mercatus Center y del Colegio de Negocios y Emprendimiento, en un artículo para Project Syndicate, arguyeron que los supuestos del estudio de los científicos del MIT encargado por el CEPR eran cuestionables por razones metodológicas.

## Personal
El personal del CEPR incluye a Ha-Joon Chang, Eileen Appelbaum, John Schmitt y Deborah James.
Entre los colaboradores del CEPR se incluyen los miembros del Consejo Asesor Joseph Stiglitz y Robert Solow.
A partir de 2017, la junta directiva del CEPR incluye:
- Dean Baker
- Walden Bello
- Chuck Collins
- Teresa Ghilarducci
- Danny Glover (sí, el actor)
- Robert Pollin

Julian Bond fue presidente de esta junta directiva en el pasado.